# Bruno Abakanowicz

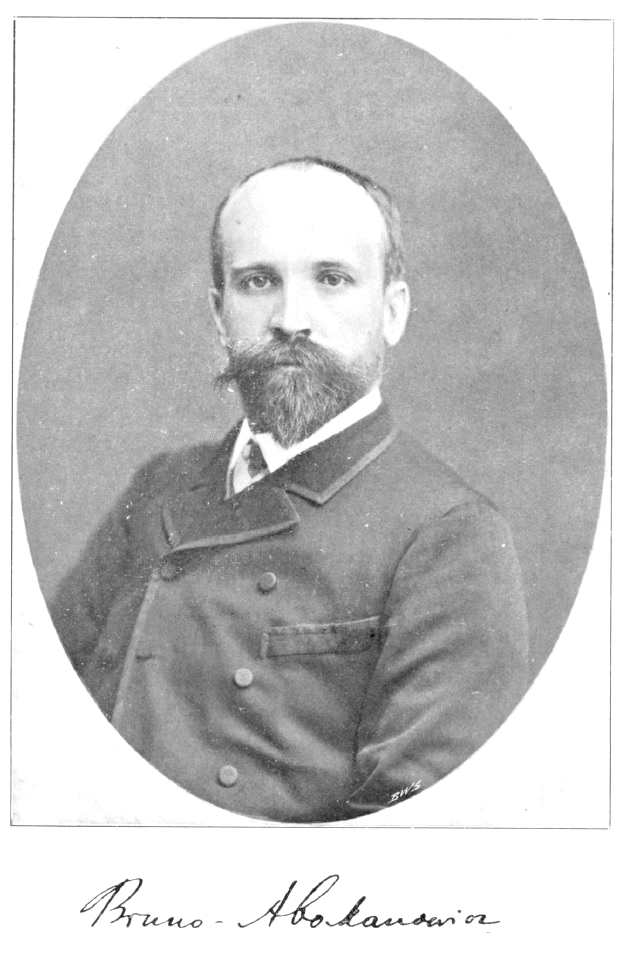
Bruno Abakanowicz

Bruno Abdank-Abakanowicz (* 6. Oktober 1852 in Ukmergė; † 29. August 1900 in Parc Saint-Maur) war ein polnischer Mathematiker und Elektrotechniker, der einen neuen Typ elektrischer Lampen entwickelte sowie mechanische Geräte zum Zeichnen von Kurven konstruierte.

## Leben
Bruno Abdank Abakanowicz kam am 6. Oktober 1852 in Ukmergė zur Welt.
Er ging in Warschau aufs Gymnasium und absolvierte sein Studium am Polytechnikum Riga mit dem Grad des Ingenieurs für Straßen- und Brückenbau. Hiernach siedelte er nach Lemberg um, wo er als Dozent der Mechanik tätig war. Dort begann er seine Studien zur Planimetrie, die zum Bau des sog. Integrators führten, das zur zahlenmäßigen Darstellung von Infinitesimalrechnungen dient. Eine Beschreibung dieses mathematischen Instruments veröffentlichte Bruno Abakanowicz 1880 in „Rozprawy i Sprawozdania Wydziału matematyczno-przyrodniczego Akademii Umiejętności w Krakowie“ sowie in der Warschauer Zeitschrift „Inżynierya i Budownictwo“.
In den Jahren 1878 bis 1900 leitete er die wissenschaftliche Rubrik im Warschauer „Ateneum“ und verfasste Artikel für die Lemberger Zeitschrift „Kosmos“.
Um 1880 erfanden er und der britische Physiker Sir Charles Vernon Boys unabhängig voneinander den Integraphen.
1881 siedelte Bruno Abakanowicz nach Paris um, wo er eine elektrotechnische Werkstatt errichtete. 1882 wurden schließlich noch drei Abhandlungen hierzu in den „Comptes rendus“ an der Pariser Akademie der Wissenschaften veröffentlicht.
Kurze Zeit später wurde er zum Direktor der Betriebe der Compagnie française du procédé Thompson-Houston berufen. In diese Zeit fällt der Bau einer elektromagnetischen Klingel für Eisenbahnsignalanlagen sowie ein neuer Typ von elektrischen Lampen.
Im Jahre 1889 übertrug ihm die französische Regierung die Leitung der Verhandlungen mit den USA bezüglich ihrer Teilnahme an der Weltausstellung Paris 1889. In demselben Jahr wurde ihm das Kreuz der Ehrenlegion verliehen.
Zudem verband ihn eine langjährige Freundschaft mit dem Autor Henryk Sienkiewicz und dem Physiker Zygmunt Wróblewski.
Am 29. August 1900 verstarb er in Parc Saint-Maur.

## Werke
- Zarys statyki wykreślnej, Lemberg 1876.
- Integrator. Krzywa całkowa i jej zastosowania w mechanice budowniczej. In: Inżynierya i Budownictwo, Warschau 1882 (PDF; 28,5 MB)
- Les intégraphes, la courbe intégrale et ses applications, étude sur un nouveau système d’intégration mécanique, Paris 1886. (Übersetzung ins Deutsche als „Die Integraphen. Die Integralkurve und ihre Anwendungen“ durch Emil Bitterli, Leipzig 1889)